# Nasierowo Górne
Nasierowo Górne (prononciation : [naɕɛˈrɔvɔ ˈɡurnɛ]) est un village polonais de la gmina de Gołymin-Ośrodek dans le powiat de Ciechanów de la voïvodie de Mazovie dans le centre-est de la Pologne.
Il se situe à environ 12 kilomètres au nord-ouest de Gołymin-Ośrodek (siège du powiat), 6 kilomètres à l'est de Ciechanów (siège du powiat) et à 73 kilomètres au nord de Varsovie (capitale de la Pologne).

## Histoire
De 1975 à 1998, le village appartenait administrativement à la voïvodie de Ciechanów.